# 51 melhores músicas brasileiras de todos os tempos (revista Bula)
51 melhores músicas brasileiras de todos os tempos, é uma lista da revista brasileira Bula (ISSN 1982-9086), que através de voto popular elegeu as cinquenta e uma melhores músicas da história.

## Eleitos
A relação das 51 músicas escolhidas:
| Posição | Título                    | Ano  | Artista                          |
| ------- | ------------------------- | ---- | -------------------------------- |
| 1       | Carinhoso                 | 1916 | Pixinguinha                      |
| 2       | Como Nossos Pais          | 1976 | Belchior                         |
| 3       | O Mundo é um Moinho       | 1976 | Cartola                          |
| 4       | O Bêbado e a Equilibrista | 1979 | João Bosco e Aldir Blanc         |
| 5       | Águas de Março            | 1972 | Tom Jobim                        |
| 6       | Construção                | 1971 | Chico Buarque                    |
| 7       | Chega de Saudade          | 1958 | Tom Jobim e Vinicius de Moraes   |
| 8       | Asa Branca                | 1947 | Luiz Gonzaga e Humberto Teixeira |
| 9       | Corcovado                 | 1960 | Tom Jobim                        |
| 10      | Aquarela do Brasil        | 1939 | Ary Barroso                      |
| 11      | Eu Sei que Vou te Amar    | 1958 | Vinicius de Moraes e Tom Jobim   |

...